# Willie Johnson
Willie Lee Johnson (Senatobia, 4 marzo 1923 – Chicago, 26 febbraio 1995) è stato un chitarrista statunitense electric blues.
È noto per essere stato il chitarrista principale del gruppo musicale di Howlin' Wolf dal 1948 al 1953. Il suo modo di suonare la chitarra, rauco e distorto, è prominente nelle registrazioni di Memphis di Howlin' Wolf nel periodo 1951-1953, inclusa la canzone di successo "How Many More Years" (registrata nel maggio 1951).
Nel 2017, Johnson è stato inserito postumo nella Blues Hall of Fame.

## Biografia
Come chitarrista del primo gruppo musicale guidato da Howlin' Wolf, apparve nella maggior parte delle registrazioni di Wolf tra il 1951 e il 1953 contribuendo con il suono di chitarra leggermente jazz ma rauco che divenne la firma di tutte le registrazioni di Wolf's realizzate a Memphis. Si esibì anche e registrò con altri artisti blues nell'area di Memphis blues, tra cui i pianisti Willie Love, Willie Nix, Junior Parker, Roscoe Gordon, Bobby "Blue" Bland e altri.
Quando Wolf si trasferì a Chicago, intorno al 1953, non riuscì a convincere Johnson a seguirlo. Egli rimase a Memphis per diversi anni, suonando in una serie di sessioni per la Sun Records, inclusa una collaborazione del 1955 con il cantante Sammy Lewis, in "I Feel So Worried", pubblicata sotto il nome di Sammy Lewis con Willie Johnson. Quando Johnson si trasferì a Chicago, Wolf aveva già assunto il chitarrista Hubert Sumlin come sostituto permanente. James Cotton in seguito ha ricordato che Wolf aveva sostituito Johnson a causa della sua abitudine di bere smodatamente.
Johnson occasionalmente si esibì e registrò con Howlin' Wolf dopo essersi stabilito a Chicago, e suonò anche brevemente nel gruppo di Muddy Waters, così come con un certo numero di altri musicisti blues locali di Chicago, tra cui J.T. Brown, alla fine degli anni 1950 e all'inizio degli anni 1960. Si guadagnò da vivere principalmente al di fuori della musica per il resto della sua vita, solo occasionalmente a suonare con i gruppi dei suoi vecchi amici in giro per Chicago. Le sue ultime registrazioni vennero effettuate per Earwig Music a Chicago all'inizio degli anni 1990. Morì a Chicago il 26 febbraio 1995.

## Omonimie
Willie Johnson il chitarrista non deve essere confuso con Willie Johnson (un membro del Golden Gate Jubilee Quartet fino a quando non si unì ai Jubilaires nel 1948), o con Blind Willie Johnson, un precedente artista gospel.